# میمون عنکبوتی قهوه‌ای
میمون عنکبوتی قهوه‌ای (نام علمی: Ateles hybridus) نام یک گونه از سرده میمون عنکبوتی است.

## نگارخانه

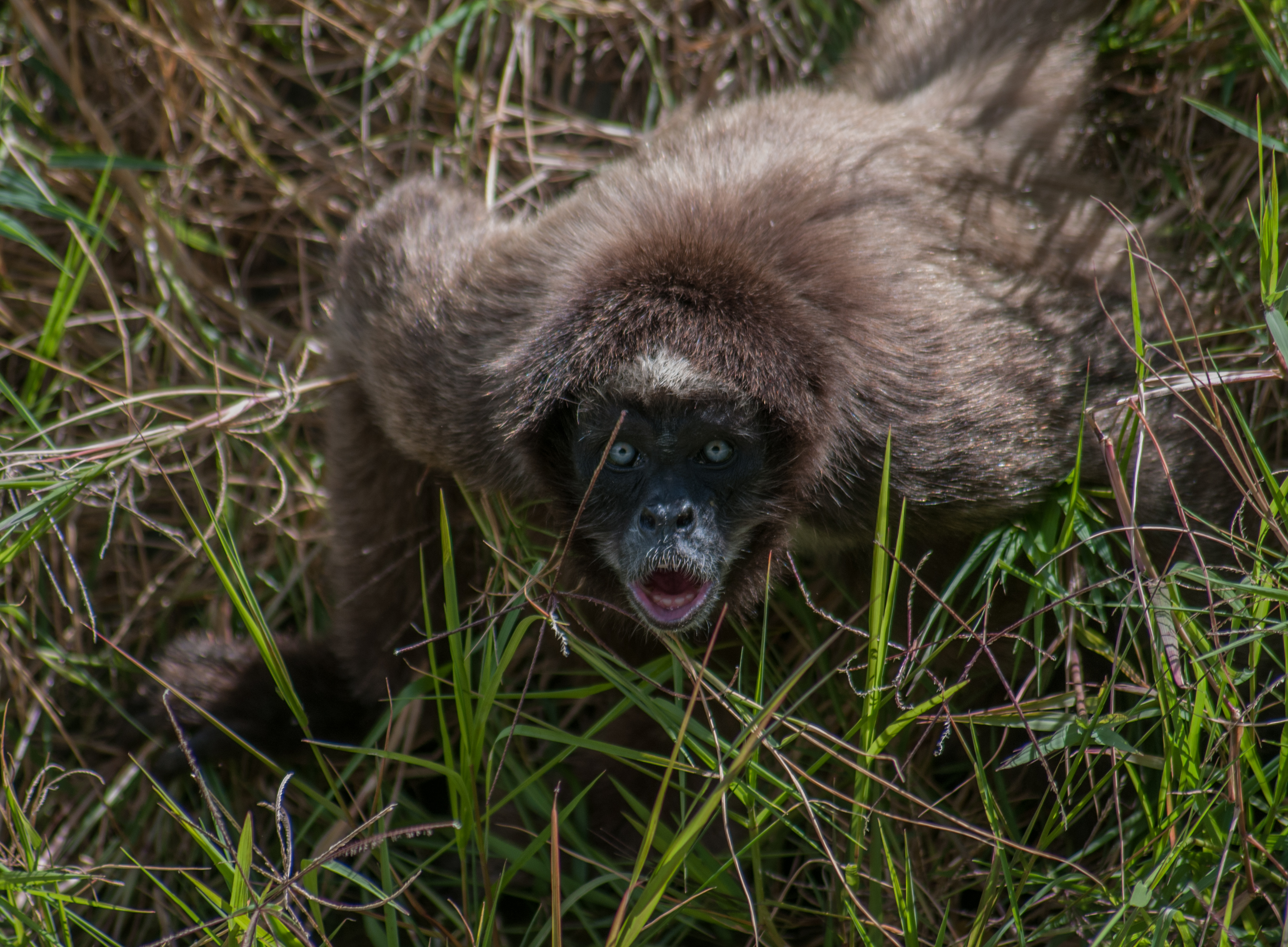
یک میمون عنکبوتی قهوه‌ای در ونزوئلا